# Simon Marquart
Pour les articles homonymes, voir Marquart.
Simon Marquart (né le 1er novembre 1996) est un coureur cycliste suisse, spécialiste du BMX. Il a notamment remporté le général de la Coupe du monde de BMX en 2021 et les championnats du monde de BMX en 2022.

## Biographie
En mai 2021, à Vérone, lors de la première manche de la Coupe du monde de BMX, il devient le premier Suisse vainqueur en Coupe du monde. Il gagne deux autres manches en octobre à Sakarya, en Turquie et remporte le général de la Coupe du monde.

## Palmarès en BMX

### Jeux olympiques
- Tokyo 2020
  - qualifié en BMX
- Paris 2024
  - 7e de la finale du BMX

### Championnats du monde
- Papendal 2021
  - 4e du BMX
- Nantes 2022
  -  Champion du monde de BMX
- Glasgow 2023
  - 9e du BMX

### Coupe du monde
- 2014 : 105e du classement général
- 2015 : 85e du classement général
- 2016 : 48e du classement général
- 2017 : 35e du classement général
- 2018 : 24e du classement général
- 2019 : 35e du classement général
- 2020 : 17e du classement général
- 2021 : 1er du classement général, vainqueur de trois manches
- 2022 : 36e du classement général
- 2023 : 5e du classement général
- 2024 : 5e du classement général

### Championnats d'Europe
- Glasgow 2018
  - 4e du BMX
- Valmiera 2019
  - 6e du BMX

### Coupe d'Europe
- 2019 : 10e du classement général
- 2021 : 5e du classement général, vainqueur d'une manche
- 2023 : 17e du classement général, vainqueur d'une manche

### Championnats nationaux
- 2020
  -  Champion de Suisse de BMX
- 2021
  -  Champion de Suisse de BMX